# Tina (okręg Vâlcea)
Tina – wieś w Rumunii, w okręgu Vâlcea, w gminie Livezi. W 2011 roku liczyła 407 mieszkańców.